# Comil Svelto
O Comil Svelto é uma família de carrocerias de ônibus urbanos fabricada pela empresa brasileira Comil. Fabricado desde 1989 para substituir modelos da extinta Incasel, atualmente está na sexta geração.

## História
O Comil Svelto é uma carroceria de ônibus urbano lançada em 1989 e primeiro modelo urbano inteiramente projetado pela Comil. Substituiu os modelos Cisne e Minuano produzidos pela antecessora Incasel. Seis anos depois, em 1995, o Svelto é renovado (geração II), mas permanece com as linhas quadradas. No mesmo ano é lançada a versão articulada do Svelto, o Doppio, que está na quinta geração.
No ano seguinte estreia a terceira geração onde o modelo é reformulada, perdendo de vez as formas quadradas ao longo de sua fabricação. Em 2000 é lançado o Svelto IV, com linhas novas porém ainda arredondadas.
Em 2008 é lançado o novo Svelto (V) com a melhor tecnologia, design e custo-benefício. Este é reformulado em 2012 (apenas dianteira e traseira) dando origem a atual geração VI. No ano de 2017 sofre uma facelift nas lanternas dianteiras e traseiras.

## Modelos
O Svelto está disponível nos chassis Mercedes-Benz, Volkswagen, Scania, Volvo, Agrale e Iveco.

### Atuais
- Svelto VI 2012 (2012-presente)[1]
- Svelto BRS (2013-presente)
- Svelto VII 2017 (2017-presente)

## Galeria

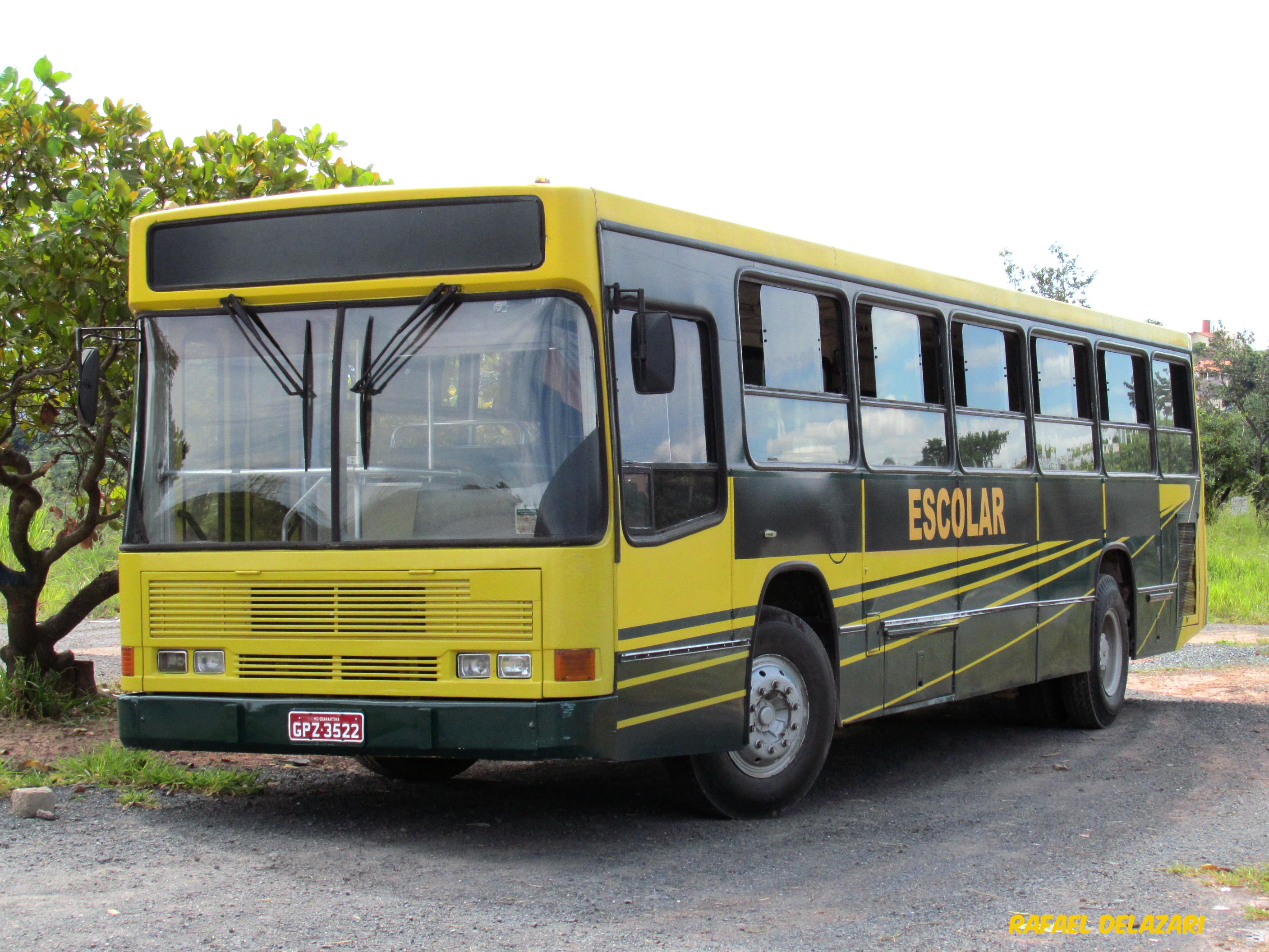
Svelto I
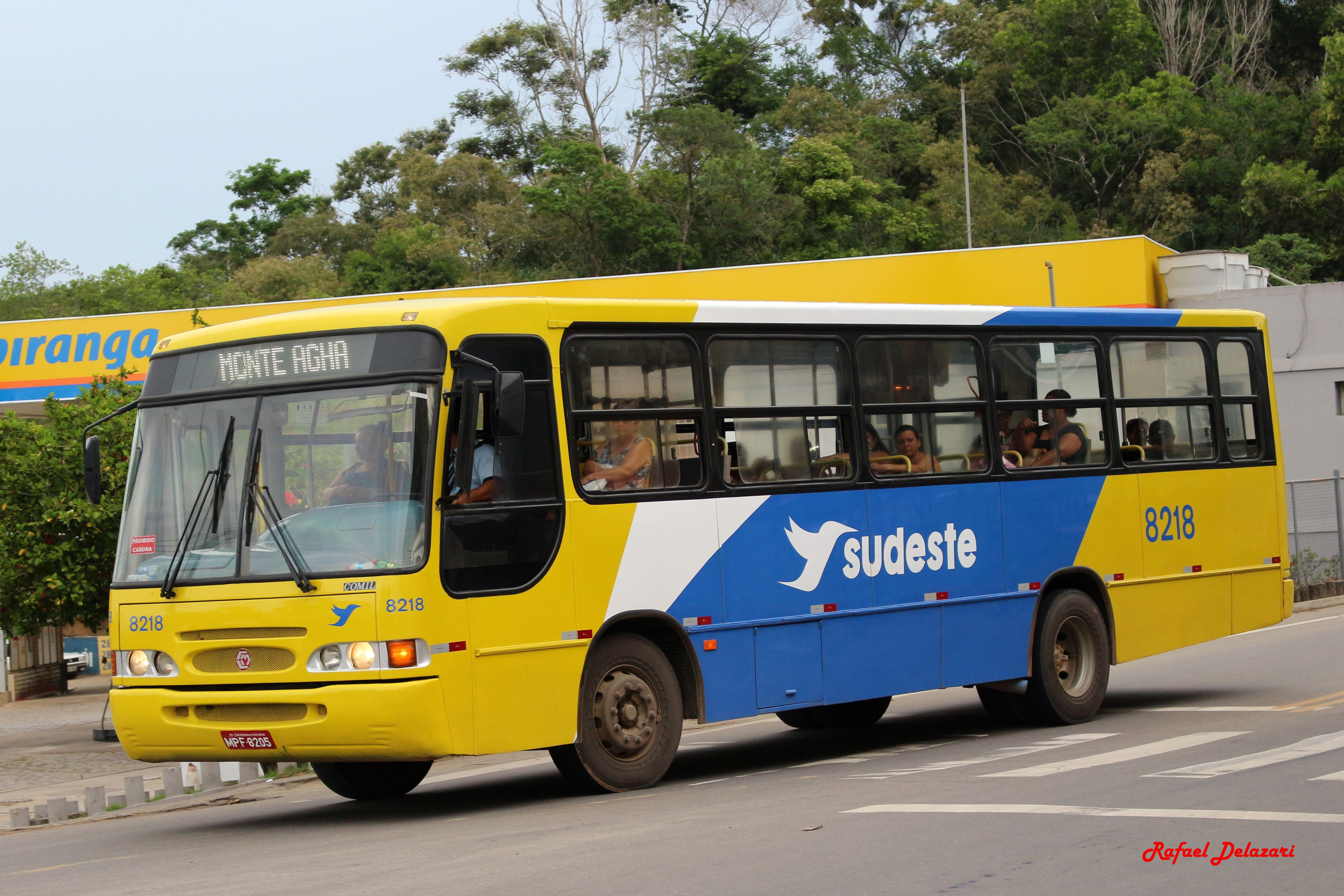
Svelto III
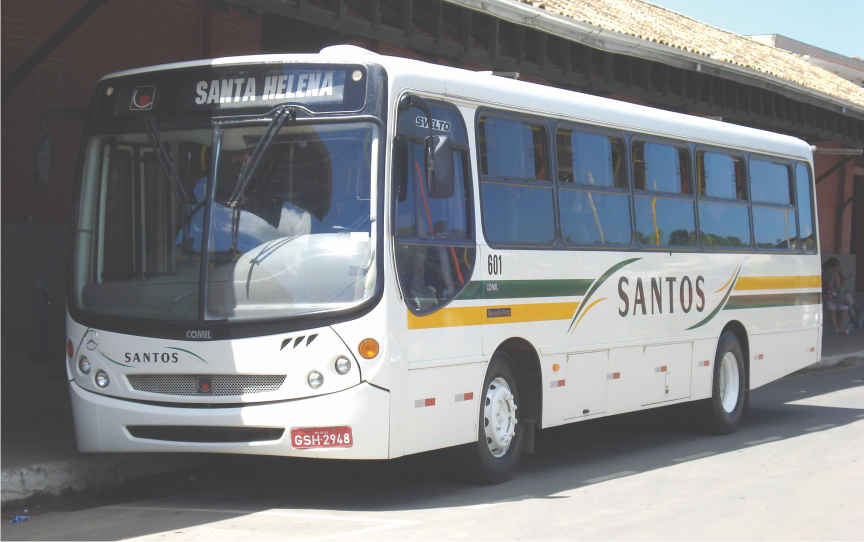
Svelto IV
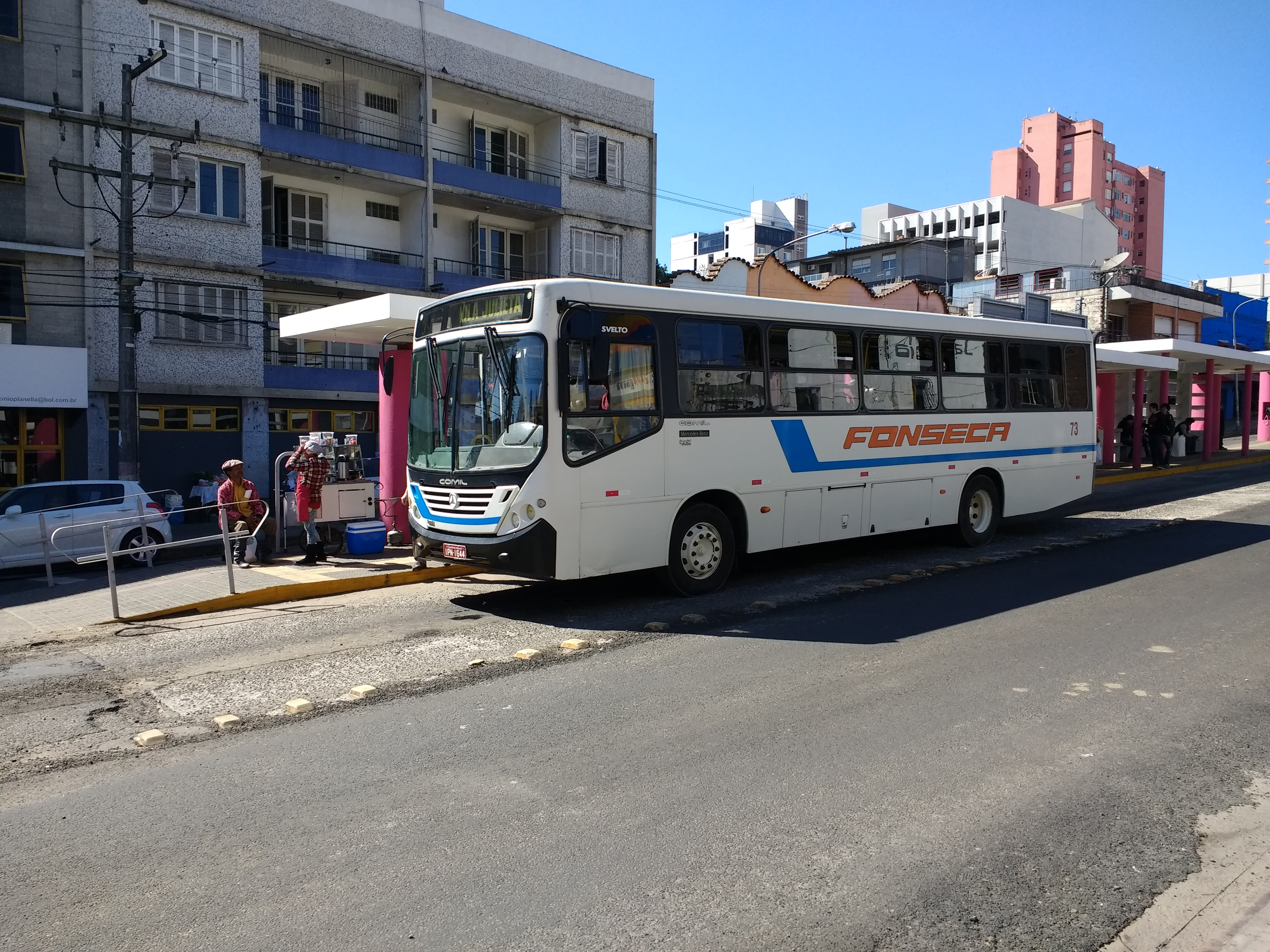
Svelto V
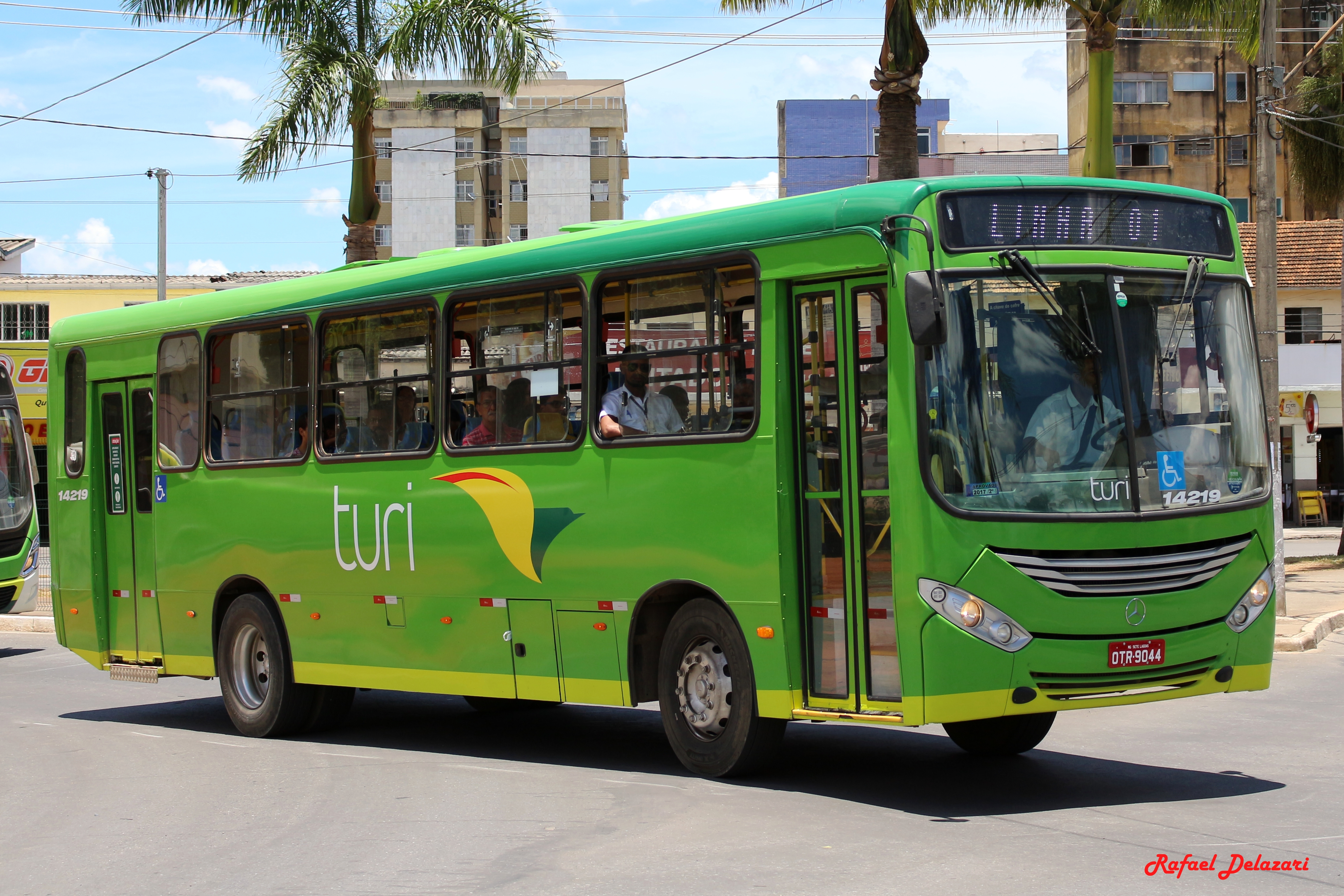
Svelto VI
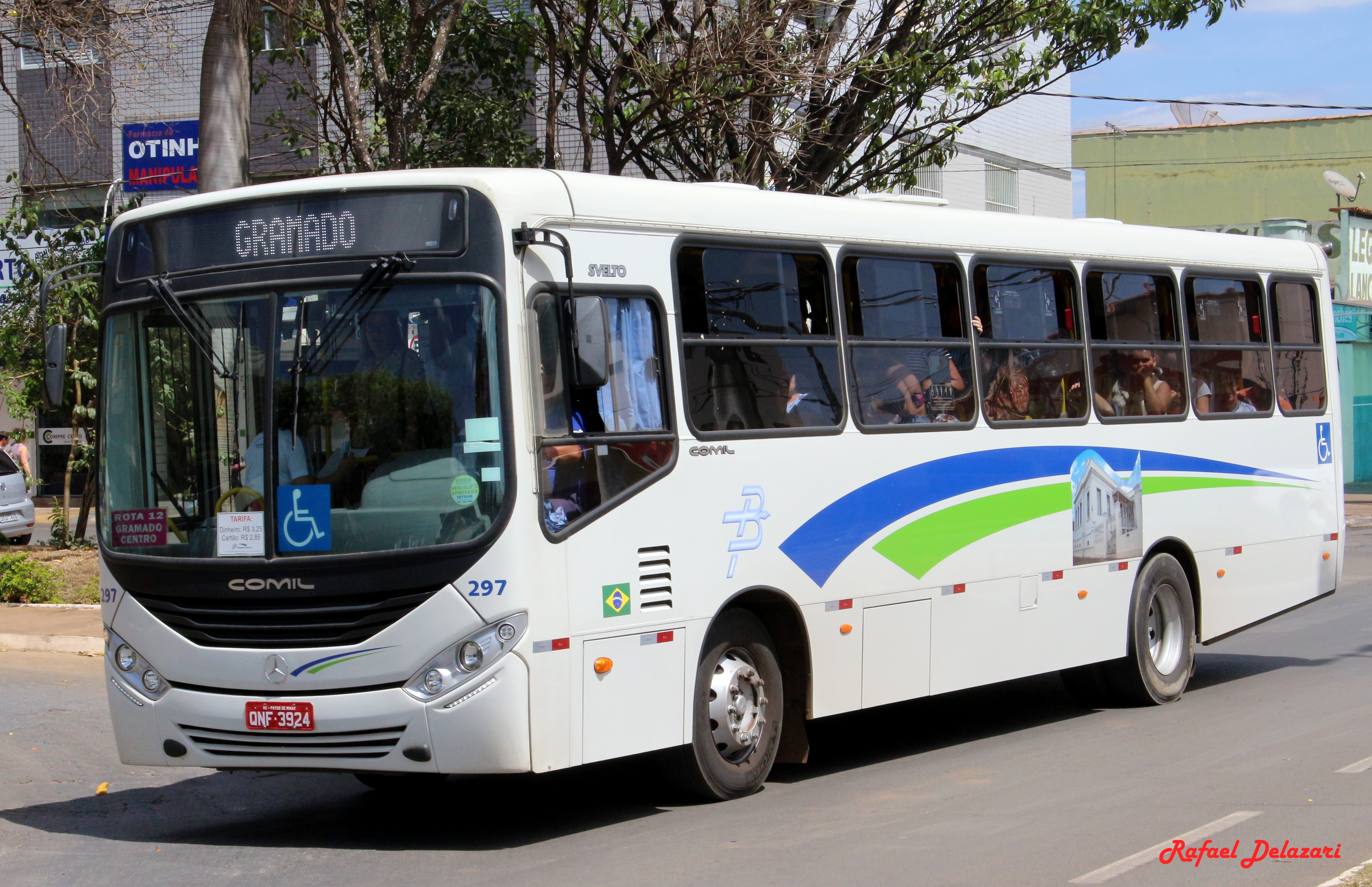
Svelto VII

## Modelos derivados

### Doppio: versão articulada do Svelto
Em 1995 a Comil completa 10 anos de existência. E entra no mercado de articulados também lançando o modelo Doppio, um veículo que oferece soluções econômicas para as necessidades de transporte de massa nos grandes e médios centros. Atualmente o Doppio está na quinta geração, chamada de Doppio BRT.

### Versão Midi
Em 2009 o ônibus midi da encarroçadora teve seu lançamento, o Comil Svelto Midi. Atualmente está na segunda geração (Svelto Midi II), que estreou em 2012 e é fabricado com os novos motores Volkswagen 15-190 OD (Novo Euro V) e Mercedes-Benz OF-1519 (Novo Bluetec 5), ambas sucessores dos motores anteriores.